# Kromosom 1 (čovjek)
Kromosom 1 je najveći autosomni kromosom u čovjekovom kariotipu koji je zajedno s kromosomima 2 i 3 svrstan u grupu A. Prema položaju centromera pripada metacentričnim kromosomima (vidi sliku). Na duljem kraku (q krak), odmah ispod centromera kromosoma 1 nalazi se sekundarno suženje kromosoma. Sastoji se od 249 milijuna parova nukleotida, što čini skoro 8% ukupne DNK ljudskog genoma.
Potvrđeno je da ljudski kromosom 1 sadrži 2600 gena, ali se pretpostavlja da ih ima više od 3000. Kromosom 1 potpuno je sekvenciran u sklopu Projekta ljudskog genoma.
Broj polimorfizama jednog nukleotida (eng. Single Nucleotide Polymorphism - SNP) je veći od 900 000.

## Geni kromosoma 1
Neki od važnijih gena kromosoma 1 jesu:
- ABCA4, odgovoran za sintezu bjelančevina u fotoreceptorima mrežnice
- ACADM
- ACTA1
- AGL
- ALDH4A1
- ALPL
- AMPD1
- ASPM
- ATP1A2
- BSND
- CACNA1S
- CASQ2
- CDC73
- CFH
- CFHR5
- CHRNB2
- CLCNKA
- CLCNKB
- COL8A2
- COL9A2
- COL11A1
- CPT2
- CRB1
- DARS2
- DBT
- DIRAS3
- DPYD
- EDARADD
- EIF2B3
- ESPN
- F5
- FH
- FMO3
- FUCA1
- GALE
- GBA
- GJB3
- GNAT2
- GNPAT
- HAX1
- HFE2
- HMGCL
- HSD3B2
- IL23R
- IRF6
- KCNQ4
- KIF1B
- LAMB3
- LAMC2
- LBR
- LDLRAP1
- LEPRE1
- LMNA
- LYST
- MFN2
- MPL
- MPZ
- MTHFR
- MTR
- MUTYH
- MYOC
- NGF
- NLRP3
- NOTCH2
- NRAS
- NTRK1
- PARK7
- PCSK9
- PINK1
- PKLR
- PLOD1
- PPOX
- PPT1
- PSEN2
- PTPN22
- REN
- RPE65
- RPL5
- RPL11
- RYR2
- SDHB
- SDHC
- SEPN1
- SERPINC1
- SLC2A1
- SLC19A2
- TPM3
- TSHB
- UROD
- USH2A
- WNT4
- YARS

## Bolesti vezane za kromosom 1
Poznat je sadržaj i raspored gena kromosoma 1 čije mutacije izazivaju niz nasljednih bolesti. Poznato je 890 različitih nasljednih bolesti vezanih za mutacije na kromosomu 1, od kojih su najpoznatije:
- sindrom 1q21.1 delecije
- sindrom 1q21.1 duplikacije
- Alzheimerova bolest
- Alzheimerova bolest, tip 4
- rak dojke
- Brooke Greenbergova bolest (Sindrom X)
- deficijencija karnitin palmitoiltransferaze
- Charcot–Marie–Toothova bolest, tip 1 i 2
- Kolagenopatija tip II i XI
- kongenitalni hipotireoidizam
- gluhoća, autosomno recesivna tip 36
- Ehlers-Danlosov sindrom
- Ehlers-Danlosov sindrom s kifoskoliozom
- Factor V - Leiden trombofilija
- obiteljska adenomatozna polipoza
- galaktozemija
- Gaucherova bolest
- Gaucherova bolest tip 1
- Gaucherova bolest tip 2
- Gaucherova bolest tip 3
- GD distrofija rožnice
- glaukom
- hemokromatoza
- hemokromatoza tip 2
- hepatoertropoietična porfrija
- homocistinuria
- Hutchinson Gilfordova progeria
- deficit 3-hidroksi-3-metilglutaril-CoA liaze
- Hipertrfoična kardiomiopatija
- bolest mokraće kao javorov sirup
- deficit acil-koenzim A dehidrogenaze srednjih lanaca
- mikrocefalija
- Muckle-Wellsov Sindrom
- nesindromska gluhoća
- nesindromska gluhoća, autosomno dominantna
- nesindromska gluhoća, autosomno recesivna
- oligodendrogliom
- Parkinsonova bolest
- feokromocitom
- porfirija
- porfirija cutanea tarda
- rak prostate
- Sticklerov sindrom
- Sticklerov sindrom, COL11A1
- TAR sndrom
- trimetilaminuria
- Usherov sindrom
- Usherov sindrom tip II
- Van der Woudeov sindrom
- Variegatna poririja